# Дено
 Тази статия е за общината в Италия.  За върха в Рила вижте Дено (връх).  
Дѐно (на италиански: Denno, на местен диалект: Den, Ден) е село и община в Северна Италия, автономна провинция Тренто, автономен регион Трентино-Южен Тирол. Разположено е на 429 m надморска височина. Населението на общината е 1244 души (към 2015 г.).